# Drypetes castilloi
Drypetes castilloi là một loài thực vật có hoa trong họ Putranjivaceae. Loài này được (Merr.) Merr. mô tả khoa học đầu tiên năm 1929.